# Романтический триллер

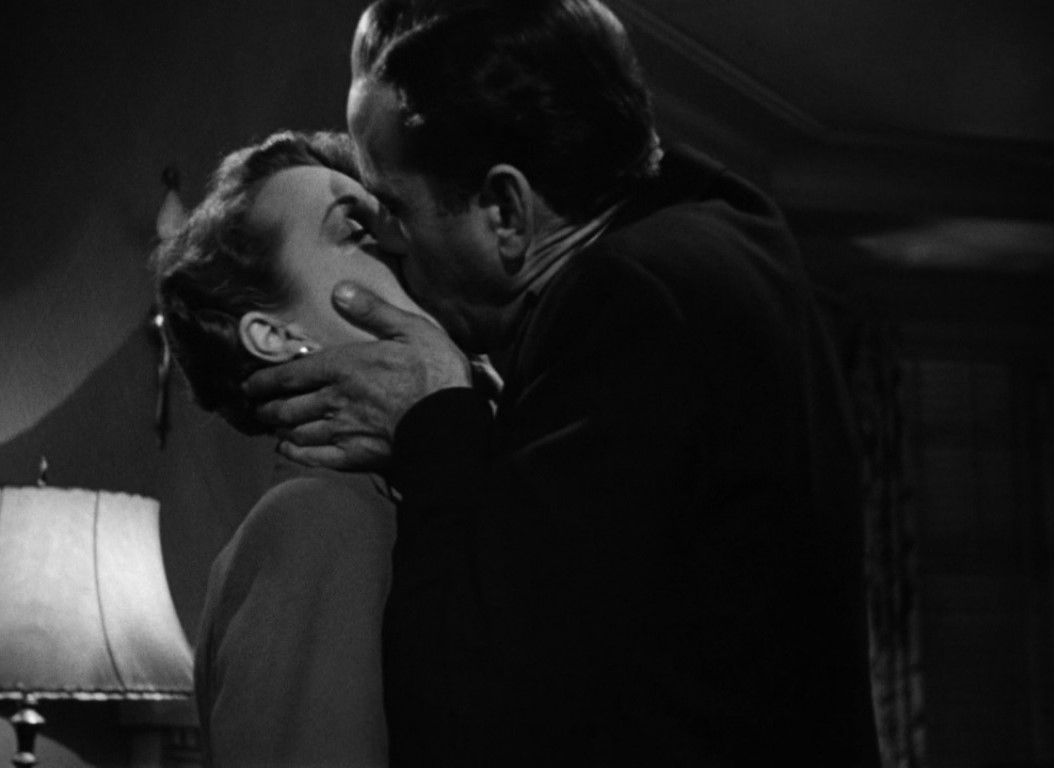
Кадр из трейлера романтического триллера «Мальтийский сокол» (1941), на котором Хамфри Богарт в роли Спейда целует Мэри Астор в роли Бриджид

Романтический триллер — это нарратив, сочетающий в себе элементы жанров любовного романа и триллера. Цель романтических триллеров — развлечь зрителя, вызывая дискомфорт постредством моментов саспенса, а также повышенных чувств тревоги и страха. Хотя концепция триллера более широко известна, она часто выходит за рамки одного жанра.
Триллеры могут быть разными: от комедии и мелодрамы до приключений и любовных историй, при этом все триллеры по своей сути представляют собой смешение разных жанров. Саспенс, характерный для триллеров, как правило, лучше сочетается с такими жанрами, как криминал, научная фантастика и любовные истории, которые позволяют создать большее напряжение, чем эксцентрические комедии или мюзиклы.
Романтический триллер сочетает в себе элементы любовного романа и триллера, что отличает его от устоявшихся кинематографических течений, таких как готические ужасы или детективы. Жанр развивается на двух уровнях: 1) задаётся определённая тема и 2) в неё вплетаются общие взаимосвязи, закономерности и структурные элементы. Такая структура допускает широкий спектр визуальных стилей и сюжетных структур в жанре романтического триллера.

## Приечания
1. ↑  Historians' themes and genres, Writing History 7-11, Routledge, pp. 19–29, 5 июня 2014, doi:10.4324/9781315767796-10, ISBN 978-1-315-76779-6, Дата обращения: 23 августа 2023
2. ↑  Altman, Rick. A Semantic/Syntactic Approach to Film Genre' in Film Gere Reader. — Austin University of Texas Press, 1995. — P. 26–40. — ISBN 0851707173.
3. ↑  Ruben, Martin. Thrillers: Genres in American Cinema. — Cambridge University Press, 1999. — P. 260, 261. — ISBN 0-521-58839-1.